# 法属圣马丁行政长官列表
法属圣马丁行政长官列表，包括法属圣马丁兼聖巴泰勒米行政区政府主席（sous-préfets et préfets délégués de Saint-Martin et de Saint-Barthélemy），1962年设立。法属圣马丁聖馬丁領地議會主席（présidents du conseil territorial），2007年设立。

## 列表

### 行政区政府主席
- 1962年-1963年 G·梅亚尔（G. Maillard）
- 1963年-1965年 S·蒂里乌（S. Thirioux）
- 1965年-1967年 J·维达尔（J. Vidal）
- 1967年-1969年 J·迪克雷（J. Ducret）
- 1969年-1971年 R. 斯兰布利（R. Srambouli）
- 1972年-1975年 K. 克里萨特（K. Khrissate）
- 1975年-1978年 P·埃切瓜扬（P. Etchegoyen）
- 1978年-1980年 J·P·拉卡夫（J.-P. Lacave）
- 1980年-1981年 B·普雷沃斯特（B. Prevost）
- 1981年-1981年 J·利摩日（J. Limoge）
- 1981年-1984年 G·弗里德里西（G. Friederici）
- 1984年-1986年 J·P·于贝尔（J.-P. Hubert）
- 1986年-1989年 弗朗索瓦·塞内尔（François Senners）
- 1989年-1990年 米歇尔·马尼耶（Michel Magnier）
- 1990年-1991年 皮埃尔·瓦什（Pierre Vache）
- 1992年-1993年 贝纳尔·介朗（Bernard Guérin）
- 1994年-1995年 让-雅克·迪迪利厄（Jean-Jacques Dudulieu）
- 1995年-1996年 安托万·皮雄（Antoine Pichon）
- 1996年-1998年 让-卢·珀蒂（Jean-Loup Petit）
- 1998年-2000年 迪迪耶·朱利亚尔（Didier Julliard）
- 2000年-2003年 帕特里斯·拉特龙（Patrice Latron）
- 2003年-2007年 莫里斯·米肖（Maurice Michaud）
- 2007年-2009年 多米尼克·拉克鲁瓦（Dominique Lacroix）
- 2009年-2011年 雅克·西莫内（Jacques Simonnet）
- 2011年-2015年 菲利普·萧邦（Philippe Chopin）
- 2015年-2018年 安娜·洛比（Anne Laubies）
- 2018年-2020年 Sylvie Feucher
- 2020年-2022年 Serge Gouteyron
- 2022年-       Vincent Berton

### 領地议会主席
- 2007年-2008年 路易-康斯坦·弗莱明（Louis-Constant Fleming）
- 2008年-2008年 玛尔特·奥贡代莱-泰西（Marthe Ogoundélé-Tessi）
- 2008年-2009年 弗朗茨·贡布斯（Frantz Gumbs）
- 2009年-2009年 达尼埃尔·吉布斯（Daniel Gibbs）
- 2009年-2012年 弗朗茨·贡布斯（Frantz Gumbs）
- 2012年-2013年 阿兰·里夏尔松（Alain Richardson）
- 2013年-2017年 阿琳·昂松（Aline Hanson）
- 2017年-2022年 Daniel Gibbs
- 2022年-       Louis Mussington